# Malcolm IV
Pour les articles homonymes, voir Malcolm et Canmore.
Malcolm IV d'Écosse (Máel Coluim mac Eanric), surnommé Malcolm IV The Maiden (« la jeune fille ») et Canmore (« Grosse-Tête »), né entre le 23 avril et le 24 mai 1141 et mort le 9 décembre 1165 au château de Jedburgh (en), est roi d'Écosse de 1153 à 1165.

## Origine
Malcolm est le fils aîné d'Henri d'Écosse, comte de Huntingdon puis de Northumberland (c. 1115-1152), et d'Ada de Warenne (c. 1123-1178), et le petit-fils de David Ier. Né entre le 23 avril et le 24 mai 1141, il devient l'héritier de son grand-père après la mort de son père le 12 juin 1152. Sous la garde de Duncan, comte de Fife (mort en 1154), il effectue selon la coutume celtique un périple dans l'Écosse au nord du Firth of Forth, afin de s'affirmer comme l'héritier du Royaume.

## Début du règne
Quand David Ier meurt le 24 mai 1153, Malcolm IV lui succède sans opposition, avant d'être couronné roi à l'abbaye de Scone trois jours après la mort de son grand-père. Bien qu'il ne soit âgé que de douze ans, il n'y a pas de régence formelle mise en place. Mais ses premiers actes suggèrent que le gouvernement effectif est en fait assumé par Walter Fitzalan, le grand steward d'Écosse (mort en 1177), le connétable Hughe de Morville (mort en 1162) et huit autres laïcs dont le chancelier Walter de Bidun ainsi que plusieurs évêques.
La longue période de paix intérieure établie par le roi David prend fin en novembre 1154 quand Somerled, seigneur d'Argyll, et ses neveux, les fils de Malcolm MacHeth, prétendant au trône et rebelle sous le règne précédent et emprisonné depuis 1134, se révoltent et effectuent des raids sur la terre ferme. En 1156, Donald MacHeth est capturé à Whithorn et envoyé rejoindre son père en prison au château de Roxburgh. L'année suivante, le roi et les MacHeth se réconcilient. Privé de ses alliés, Somerled fait à son tour la paix en 1159.
Avant la conclusion pacifique de ce conflit, les Scots doivent aussi faire face aux pressions venant de l'Angleterre où le roi Henri II est monté sur le trône en 1154. Trois ans plus tard, il est prêt à se confronter avec l'Écosse. Malcolm IV le rencontre dans le Derbyshire puis à Chester, et en juillet 1157, il lui rend l'hommage « à la manière de son grand-père qui avait été l'homme du vieux roi Henri » selon les chroniques de Melrose occultant le fait que Malcolm IV doit renoncer au Cumberland, Westmorland, et au Northumberland. Henri II restaure ensuite en faveur de Malcolm IV l'« honneur de Huntingdon » qui avait également appartenu à son grand-père jusqu'en 1141 et donne à son jeune frère Guillaume une faible compensation, un domaine d'un revenu annuel de 10 livres dans l'Ouest du Northumberland.
Les cessions et les restitutions sont faites rapidement et les rois qui se rencontrent à Carlisle, désormais cité anglaise, en janvier 1158 se séparent en désaccord. Henri II a publiquement ignoré la dignité de Malcolm IV, ses attentes sociales, et, selon toute vraisemblance, ses souhaits personnels en refusant de l'adouber lui-même chevalier. Henri II a par contre récupéré ses châteaux du Nord de l'Angleterre, les recettes et des mines d'argent des Pennines du Nord. Il a affaibli le prestige, la sécurité et la richesse du royaume d'Écosse.

## Relations avec l'église d'York
En avril ou mai 1159 une cour royale se tient à Roxburgh et confirme les possessions de l'abbaye de Kelso, et probablement également aussi examine la nécessité de la nomination d'un nouvel évêque à St Andrews et les préparatifs d'une expédition militaire à l'étranger. Robert, l'évêque de St Andrews, est décédé au début de 1159 et un successeur devait lui être trouvé comme un moyen de refuser les droits coutumiers de l'archevêque d'York à une profession d'obéissance d'un nouvel évêque.
Waltheof, abbé de Melrose (mort en 1159), un demi-frère du père de Malcolm IV est désigné, mais il refuse. William, évêque de Moray, et Nicholas, chambellan du roi, sont ensuite envoyés à l'étranger vers le Pape, probablement avec des propositions pour faire de St Andrews un archidiocèse. L'évêque revient avec un pouvoir de légat apostolique et une recommandation élogieuse du pape Alexandre III pour qu'il devienne évêque de St Andrews. Ce n'était pas acceptable, Arnold, abbé de Kelso, est alors élu évêque le 13 novembre 1160 et consacré par le légat en présence du roi à St Andrews le 20 du même mois.
Après la mort d'Arnold le 13 septembre 1162, Richard (mort en 1178), aumônier du roi, est élu évêque, probablement au début de 1163. Les revendications de l'archevêque d'York Roger ont été repoussées et ignorées. Le 28 octobre 1164, Enguerrand (mort en 1174), chancelier du roi, est consacré évêque de Glasgow personnellement par Alexandre III à Sens, puis, muni de l'autorisation papale spécifique, lui et d'autres évêques écossais consacrent Richard à St Andrews le 28 mars 1165, en présence du roi.

## L'expédition de Toulouse et ses conséquences
La cour de Roxburgh en 1159 a probablement aussi considéré l'appel d'Henri II d'Angleterre de mars 1159 à ses forces de Normandie, d'Angleterre, d'Aquitaine, et « d'autres provinces qui lui sont soumises » pour une expédition contre le comte de Toulouse.
La présence de Malcolm IV était sans doute jugée nécessaire, et une citation à comparaître peut avoir été considérée comme bienvenue par le jeune roi qui y voyait une chance d'être traité selon son rang. Le roi, son frère Guillaume, et d'autres Écossais traversent la Manche le 16 juin 1159, rejoignent l'armée d'Henri II à Poitiers le 24. À Périgueux, le 30 juin, Malcolm IV est fait chevalier par Henri II. Jusqu'à septembre l'armée envahit le comté de Toulouse après l'intervention du roi Louis VII de France, le siège de la ville est abandonné, l'armée se retire, Malcolm IV et Henri II sont de retour à Limoges vers la fin de septembre. Malcolm IV passe Noël à la cour d'Henri II à Falaise et c'est sans doute à cette occasion que commencent les négociations pour l'union de sa sœur Margaret avec Conan IV de Bretagne.
Malcolm IV, après sans doute une visite à son comté de Huntingdon, revient en Écosse au début de 1160 et reçoit un accueil hostile d'une partie de la noblesse. Ferchard ou Ferteth, comte de Strathearn, et six autres comtes irrités par son expédition à Toulouse l'assiègent dans Perth dans le but de le capturer. La médiation du clergé met fin immédiatement au conflit.
Plus tard dans la même année, l'agitation renaît dans le Galloway. Le roi doit faire trois incursions militaires pour que Fergus de Galloway (mort en 1161) se soumette à la fin de l'année et se retire dans le monastère de chanoines augustiniens d'Holyrood près d'Édimbourg. Une réconciliation générale intervient et Malcolm IV fête la Noël à Perth en 1160 en compagnie de laïcs éminents y compris sans doute Somerled d'Argyll et d'ecclésiastiques.

## Les années de paix
Le Royaume est en paix pendant les trois années suivantes. Le roi organise en 1161 le mariage de sa seconde sœur Ada avec Florent III de Hollande (mort en 1191); un comte du Saint-Empire romain germanique, ce qui permet à l'Écosse de nouer des relations en dehors de l'aire d'influence de la politique angevine. Ce geste à peu d'effet car Malcolm IV est de nouveau convoqué en 1163 par Henri II. Une maladie, peut-être grave, à Doncaster ne lui permet d'être présent avec ses frères à la cour d'Henri II fin juin à Woodstock. Ce rassemblement était destiné à l'évidence à démontrer la suzeraineté d'Henri II sur l'ensemble de la Grande-Bretagne. Le 1er juillet, Malcolm IV rend encore l'hommage et remet comme otage son jeune frère David (mort en 1219), le futur comte de Huntingdon, ainsi que d'autres jeunes nobles.
En 1163 selon la Chronique d'Holyrood « le Roi Malcolm Transporte les hommes de Moray » Ce fait n'a jamais été expliqué de façon satisfaisante, une tradition ultérieure d'un déplacement à grande échelle de la population est probablement fausse. Une autre hypothèse est que cette opération est la cause de la dernière révolte de Somerled d'Argyll en 1164. Appuyé par une flotte importante et des troupes venues d'Irlande Somerled attaque Renfrew, la résidence principale de Walter Fitzalan, le grand steward d'Écosse.
Plus qu'une réaction à des événements survenus en Moray, il s'agit sans doute d'une protestation contre le second hommage de Malcolm IV à Henri II, ainsi qu'un rejet de l'expansion de l'autorité du grand steward d'Écosse. En juin 1161, lors d'une cour royale exceptionnelle à Roxburgh, le roi avait officiellement confirmé la donation de vastes domaines en Écosse à Walter Fitzalan. Ce témoignage de confiance en un important nouveau venu « normand » ne pouvait guère donner lieu à une démonstration plus publique. L'invasion de Somerled échoue. La force locale sous la conduite de Herbert de Selkirk (mort en 1164), évêque de Glasgow, surprend l'ennemi, Somerled et son fils aîné sont tués, sa tête coupée est présentée à l'évêque, qui attribue à la victoire à saint Kentigern. Le Royaume reste en paix jusqu'à la fin du règne.
À cette époque, le roi achève en 1164 sa fondation monastique majeure, l'abbaye cistercienne de Coupar dans le comté d'Angus, et il transforme en abbaye le prieuré d'augustins refondé à Scone. Les premières donations pour le premier établissement sont faites en 1161 ou 1162, il est entièrement constitué le 12 juillet 1164 quand Foulques, le premier abbé, est béni par l'évêque Grégoire de Dunkeld. Scone ayant été dévastée par un incendie, le roi confirme à Stirling, entre mai 1163 et mai 1164, les dons faits par les rois Alexandre Ier et David Ier, il y ajoute ses dotations personnelles et fournit un abbé. Malcolm IV fait également des donations aux principales fondations de son grand-père David Ier d'Écosse.

## Projet de mariage
En 1160, un mariage entre Malcolm et Constance de Penthièvre fut envisagé. Le frère de Constance, Conan IV de Bretagne, avait épousé la sœur de Malcolm, Marguerite de Huntingdon, peu de temps auparavant. Toutefois, Constance refusa le mariage, dans l'espoir d'épouser le roi de France Louis VII, mais celui-ci préféra épouser Adèle de Champagne.

## La maladie et la mort

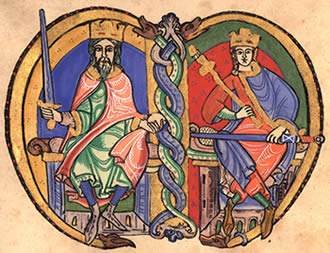
(à gauche) avec le jeune Malcolm IV (à droite).

Après sa maladie de 1163, Malcolm IV ne semble jamais avoir retrouvé une pleine santé. Les chroniques indiquent qu'il souffrait de fortes douleurs dans la tête et dans les pieds, ces symptômes comparés avec l'entrée contemporaine relatant sa mort dans les Annales d'Ulster, qui l'appelle « Mael Coluim Cennmor, mac Eanric, ardri Alban », ou « Mael Coluim Grosse Tête », suggèrent qu'il souffrait de la maladie osseuse de Paget. L'élargissement du crâne est un symptôme typique de cette affection, l'autre étant des douleurs dans les jambes. Ainsi, il semble que le véritable « Malcolm Canmore » soit Malcolm IV, plutôt que son arrière-grand-père Malcolm III, à qui ce surnom n'est pas attribué avant le XIIIe siècle.
Dans les deux dernières années de son règne, Malcolm IV est encore capable de voyager dans l'Est de l'Écosse mais plus rarement. Il souhaite effectuer un pèlerinage à Saint-Jacques-de-Compostelle, dans doute pour retrouver la santé mais il ne pourra jamais le réaliser. Il réside à Jedburgh lors de sa dernière maladie et y meurt le 9 décembre 1165, âgé de 24 ans et ayant régné douze ans et six mois Il avait légué une rente annuelle de 100 shillings à l'abbaye de Dunfermline où il est inhumé. Le même jour, Walter Fitzalan honore sa mémoire par une donation de terres à l'abbaye.
Malcolm IV n'a jamais contracté d'union et on ne lui connaît pas d'enfant illégitime. Son surnom « Malcolm la Jeune Fille » est inconnu jusqu'au XVe siècle, mais avant 1200 sa réputation de chasteté est déjà relevée par plusieurs chroniqueurs. Il n'y a aucun doute qu'il porte un très grand intérêt aux affaires de l'Église ; aux donations et aux développements d'institution religieuses, aux nominations au siège de Saint Andrews… Mais Malcolm n'était pas un clerc, il règne comme un laïc, combat les révoltes intérieures et rétablit l'autorité royale et la paix, qui après sa mort sera rompue, pendant dix ans. Après la perte des comtés du Nord de l'Angleterre, l'intégrité du royaume hérité de David Ier est maintenue. Il s'oppose de manière constante et ferme aux prétentions de l'archevêque d'York sur l'Église d'Écosse. Bien que le roi soit représenté sur son sceau et sur des pièces de monnaie, il est surtout connu par la lettrine de la charte en faveur de l'abbaye de Kelso qui le montre jeune et imberbe aux côtés de son grand-père le vénérable roi David Ier.